# SC Brühl 06/45
SC Brühl 06/45 is een Duitse voetbalclub uit de stad Brühl uit de deelstaat Noordrijn-Westfalen. De club is het resultaat van een fusie van twee voorgangers opgericht in de jaren 1906 en 1945. De fusie vond plaats op 22 juli 1960. De vereniging telt momenteel zo'n 300 leden.
In 2008 promoveerde de club naar de Mittelrheinliga, het 5e niveau in Duitsland. Na zeven seizoenen degradeerde de club naar de Landesliga.